# Soglio (Włochy)
Soglio – miejscowość i gmina we Włoszech, w regionie Piemont, w prowincji Asti.
Według danych na styczeń 2009 gminę zamieszkiwało 161 osób przy gęstości zaludnienia 46 os./1 km².